# Tine Cuijpers-Boumans

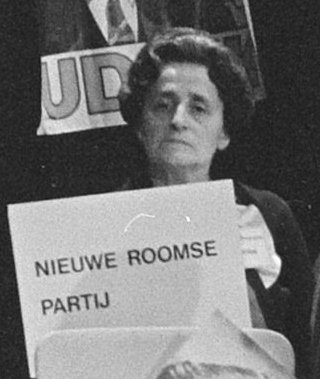
H.M.G. Cuijpers-Boumans (1971)

Hubertina Maria Gerardina (Tine) Cuijpers-Boumans, ook vaak foutief gespeld als Cuypers-Boumans, (Dongen, 4 april 1908 – Nijmegen, 7 november 1995) was een Nederlands katholiek activiste en politica.

## Indië
Boumans groeide op in Heerlen en ging in 1936 met haar man Hub Cuijpers naar Makassar in Nederlands-Indië, de hoofdstad van Zuid-Celebes. In de Tweede Wereldoorlog vluchtte zij naar Java, waar ze geïnterneerd werd en haar man werd in een krijgsgevangenenkamp gedetineerd. Na vier jaar ontmoetten ze elkaar weer in 1945, keerden terug naar Nederland en gingen weer in Heerlen wonen. Haar man moest snel terug als dienstplichtig militair tijdens de Politionele Acties.

## Politiek
In 1967 werd ze politiek actief en nam stelling tegen de lossere omgang in het katholieke geloof en het 'moreel verval'. Ze gaf onder meer het blad Gezond Verstand uit. Tijdens het pastoraal concilie te Noordwijkerhout in 1969 ervoer ze een 'dictatuur' van de Nederlandse katholieken en schrok ze van de instemming met de 'ketterse' nieuwe catechismus. Ze riep op om de mensen daarover te laten stemmen: 'men moet partij kiezen'. In 1970 richtte Cuijpers-Boumans de conservatief-katholieke Nieuwe Roomse Partij (NRP) op als alternatief voor de Katholieke Volkspartij die onder meer het gebruik van anticonceptie toestond. Ze deed mee aan de gemeenteraadsverkiezingen en bij de Tweede Kamerverkiezingen 1971 werden ongeveer 35.000 stemmen verkregen wat niet voldoende was voor een zetel. De partij werd hierna opgeheven en samen met Klaas Beuker ging zij verder bij de Rooms Katholieke Partij Nederland (RKPN). Na een ruzie met Beuker vertrok Cuijpers-Boumans vlak voor de Tweede Kamerverkiezingen 1972 bij de RKPN. Ze richtte de partij God Met Ons op, waarmee ze in 1981, 1982 en 1986 deelnam aan de Tweede Kamerverkiezingen zonder een zetel te behalen. De partij had als belangrijkste standpunten het tegenhouden van de legalisatie van abortus en de terugkeer van het gebed in de troonrede.
In 1989 verhuisde Cuijpers-Boumans naar Nijmegen, waar ze een godsdienstwinkeltje dreef. In 1994 nam ze namens de lokale Nederlandse Christen Democraten (NCD) mee aan de gemeenteraadsverkiezingen.